# Enigma-Nachbau

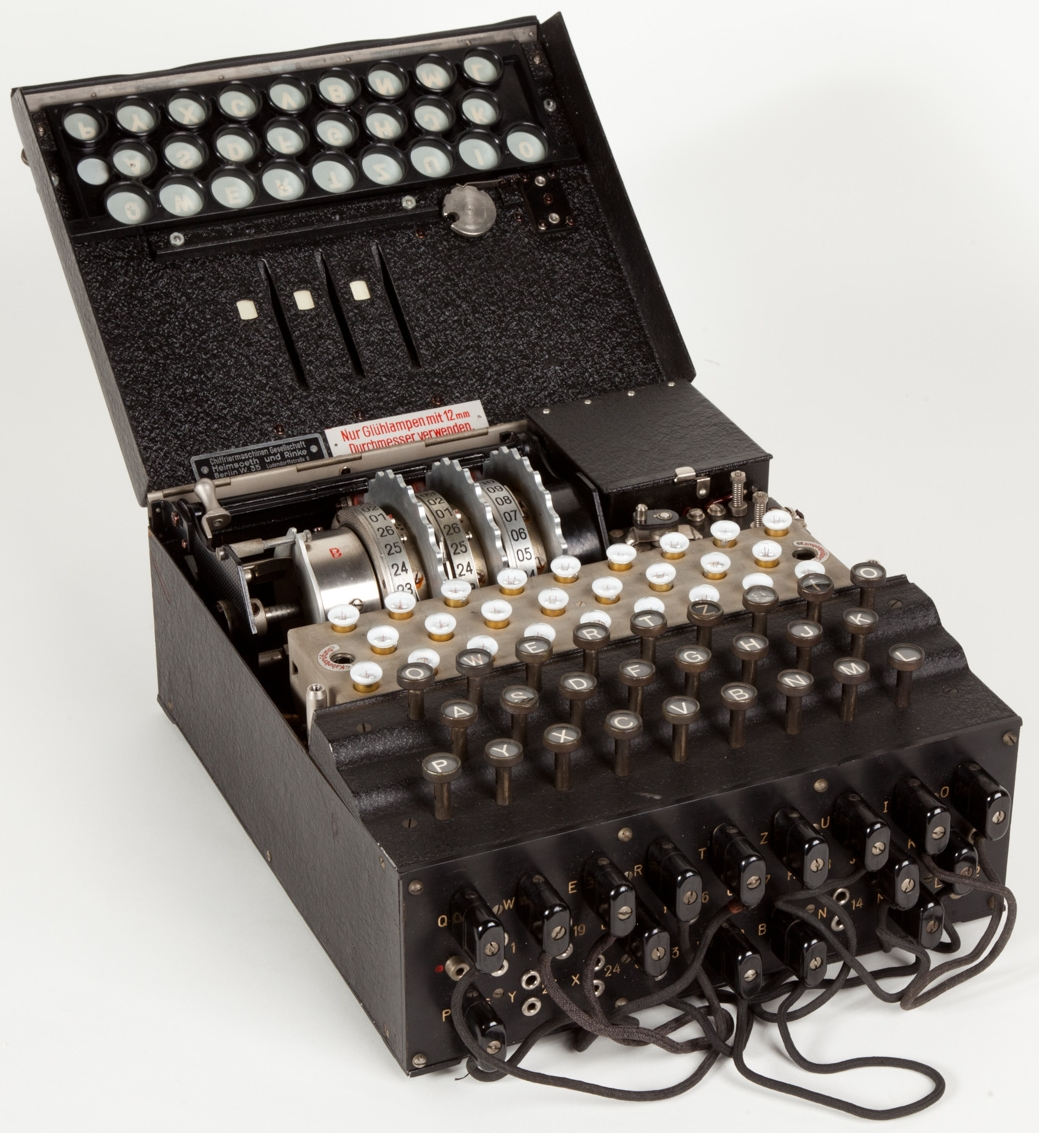
Eine originale Enigma I

Unter einem Enigma-Nachbau versteht man die Nachbildung oder nachträgliche Modifikation einer zur Verschlüsselung des Nachrichtenverkehrs eingesetzten elektromechanischen Rotor-Schlüsselmaschine Enigma.
Je nach Verwendungszweck kann es sich dabei um eine mehr oder weniger originalgetreue Reproduktion handeln. Es gibt nahezu perfekt gestaltete Kopien, die von einer fabrikneuen Original-Maschine kaum zu unterscheiden sind. Hierbei ist der Zweck, das Original bezüglich aller Aspekte, auch Optik, Haptik und Akustik, so genau wie möglich zu imitieren.
Oft begnügt man sich aber damit, nur die Funktion der Maschine nachzubilden, oder sogar nur Teile davon, nicht aber ihr physisches Erscheinungsbild. Statt eines Nachbaus reicht dann eine Simulation oder Emulation. Beispiele hierfür sind Computer-Simulationsprogramme wie im Artikel Enigma-Simulation beschrieben. Ebenso sind dort neuzeitliche mechanische Kopien und elektronische Bausätze zu finden. Ferner gibt es auch Attrappen der Enigma, die oft täuschend echt deren äußeres Erscheinungsbild nachahmen, jedoch über keine innere Mechanik oder Elektrik verfügen und daher nicht zum Schlüsseln geeignet sind. Sie können als Requisiten oder Schmuckstücke dienen.
Geschichtlich unterschiedlich bedeutsame Enigma-Nachbauten wurden während des Zweiten Weltkriegs und kurz danach von verschiedenen Nationen hergestellt:

## Amerikanisch

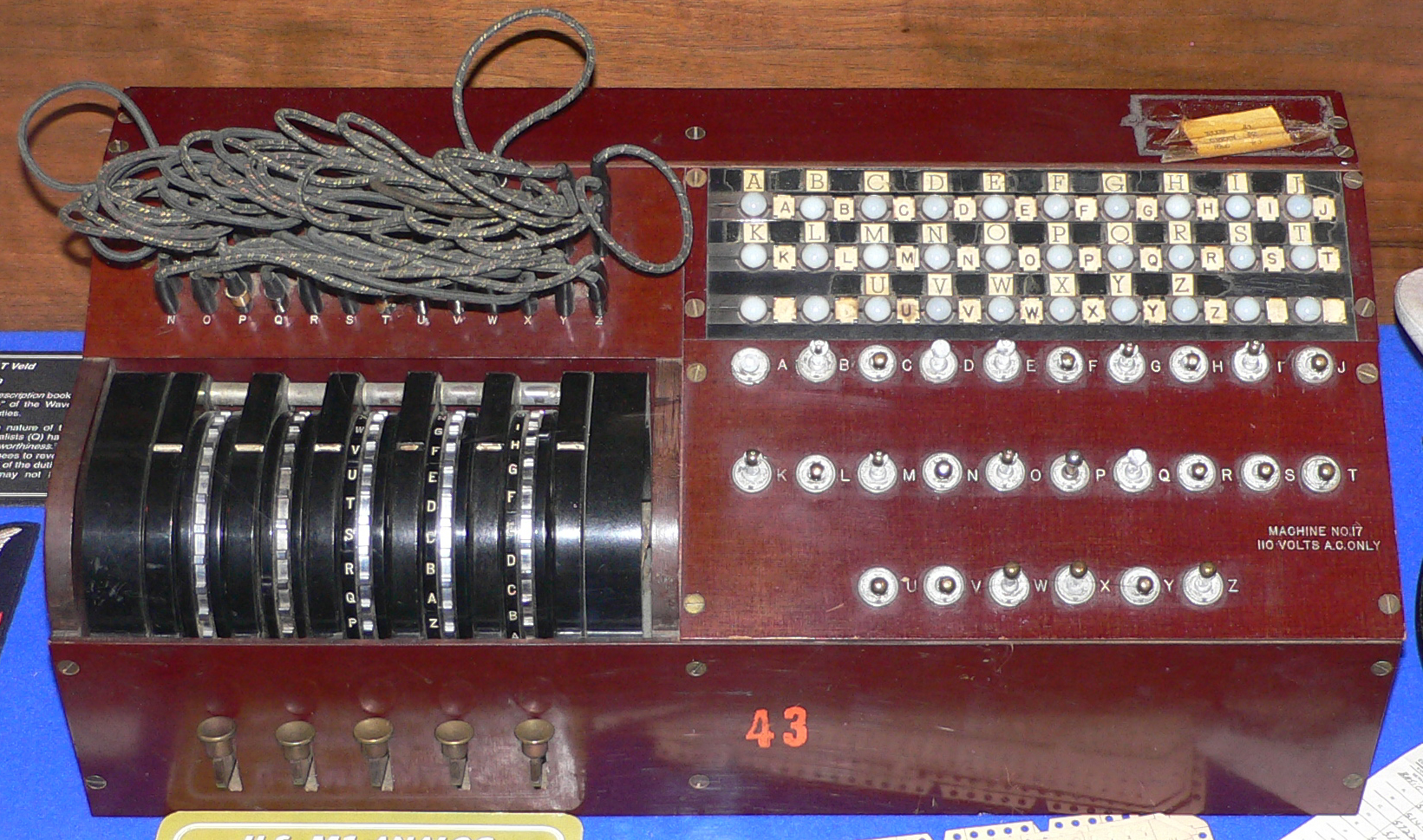
Amerikanische M1 Enigma Analog

Der amerikanische Enigma-Nachbau (englisch M1 Analog Machine) emuliert die Funktion der Enigma, sieht jedoch deutlich anders aus. Er verfügt über spezielle Funktionen, die zur Kryptanalyse der Enigma und deren Bruch dienten.

## Britisch

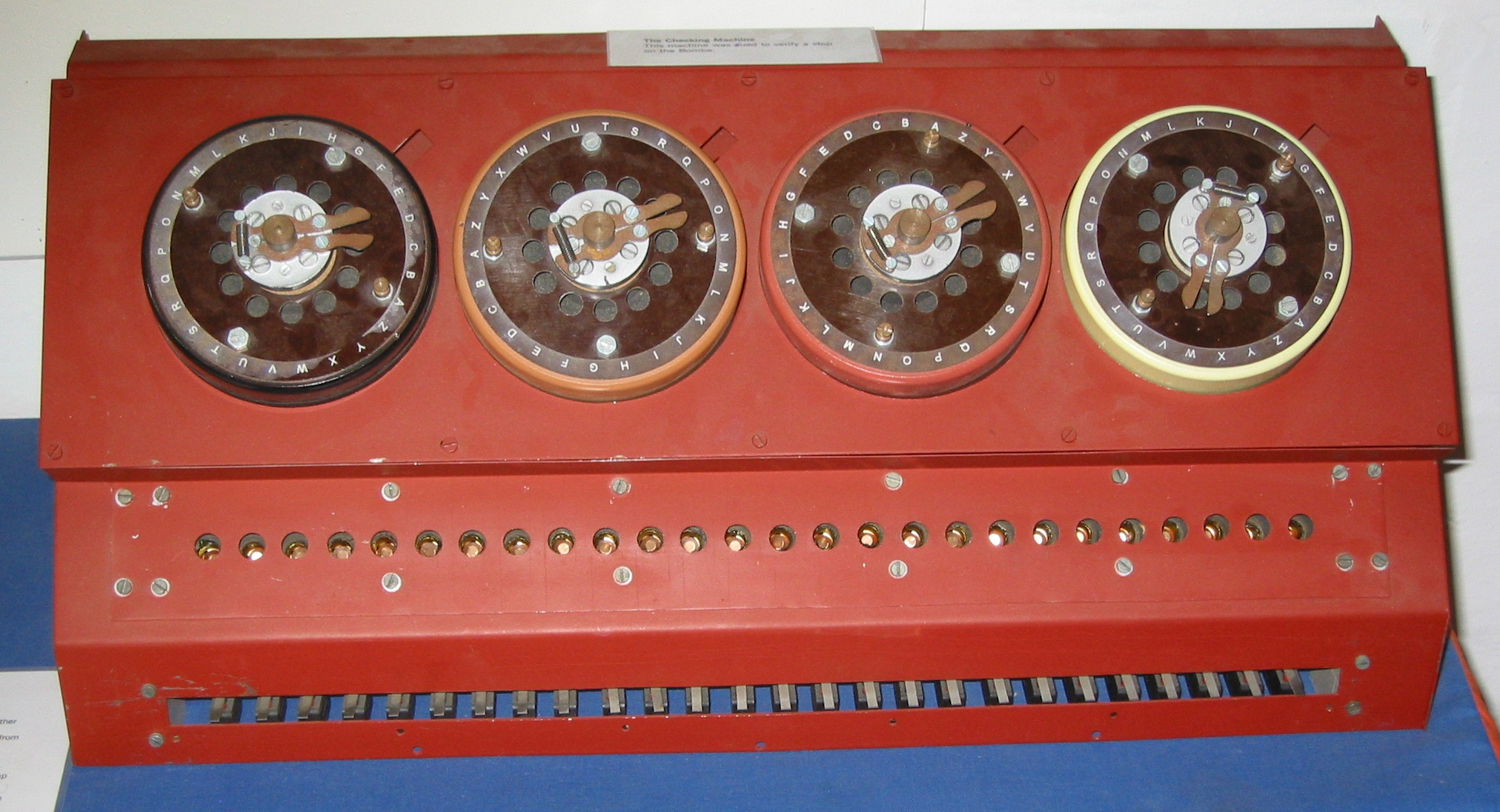
Britische Checking machine

Die britische Checking machine bildete, ähnlich wie die amerikanische M1, nur einen Teil der Enigma-Funktionalität nach, ohne ihr äußerlich zu ähneln.
Auch die britische Letchworth-Enigma hatte keinerlei Ähnlichkeit mit der deutschen Enigma. Sie war zunächst als Gedankenexperiment für deren Walzensatz ersonnenen worden und diente in der praktischen Umsetzung innerhalb der Turing-Bombe zur Ermittlung des jeweils verwendeten Tagesschlüssels.
Die Schlüsselmaschine Typex wurde ab 1934 von den Briten unter Federführung von Oswyn Lywood zunächst unter dem Namen „RAF‑Enigma“ für die Royal Air Force (RAF) entwickelt. Dies geschah im Geheimen und unter Verletzung der Enigma-Patentrechte. Dabei wurden wesentliche kryptographische Verbesserungen implementiert, wodurch sie sich im praktischen Einsatz ihrem deutschen Vorbild entscheidend überlegen zeigte.

## Israelisch
Bei der israelischen Enigma handelt es sich um von den israelischen Verteidigungsstreitkräften (IDF) für ihre Zwecke speziell modifizierte ursprünglich deutsche Originale, die von britischen Streitkräften erbeutet worden waren und den Israelis zur Verfügung gestellt wurden. Diese modifizierten die Maschinen und brachten unter anderem hebräische Buchstaben an (statt lateinische); setzten diese Enigmas jedoch niemals ein.

## Japanisch

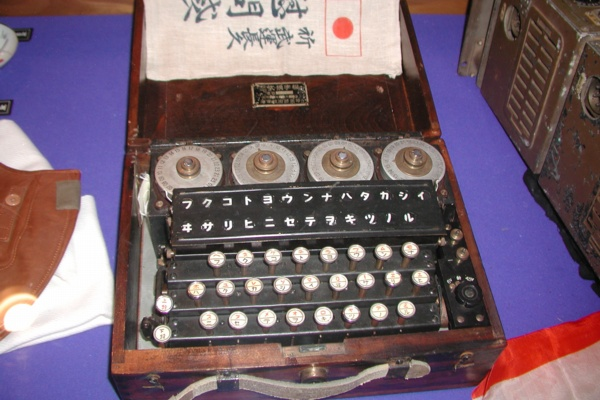
Bei der San-shiki Kaejiki liegen die Walzen flach nebeneinander

Der japanische Nachbau basiert auf der deutschen Enigma-D und verfügt über eine Tastatur und Lampenanzeige mit japanischen Schriftzeichen. Anders als beim deutschen Original sind die Walzen nicht auf einer gemeinsamen horizontalen Achse angeordnet, sondern liegen flach nebeneinander mit senkrecht nach oben zeigenden Achsen und haben nur 25 Kontakte (statt der originalen 26).

## Norwegisch
Bei „Norenigma“ handelt es sich um von Norwegern erbeutete deutsche Maschinen, die sie nach Neuverdrahtung der rotierenden Walzen (I bis V) und der Umkehrwalze (UKW) eine Zeit lang für eigene Verschlüsselungszwecke nutzten.

## Polnisch

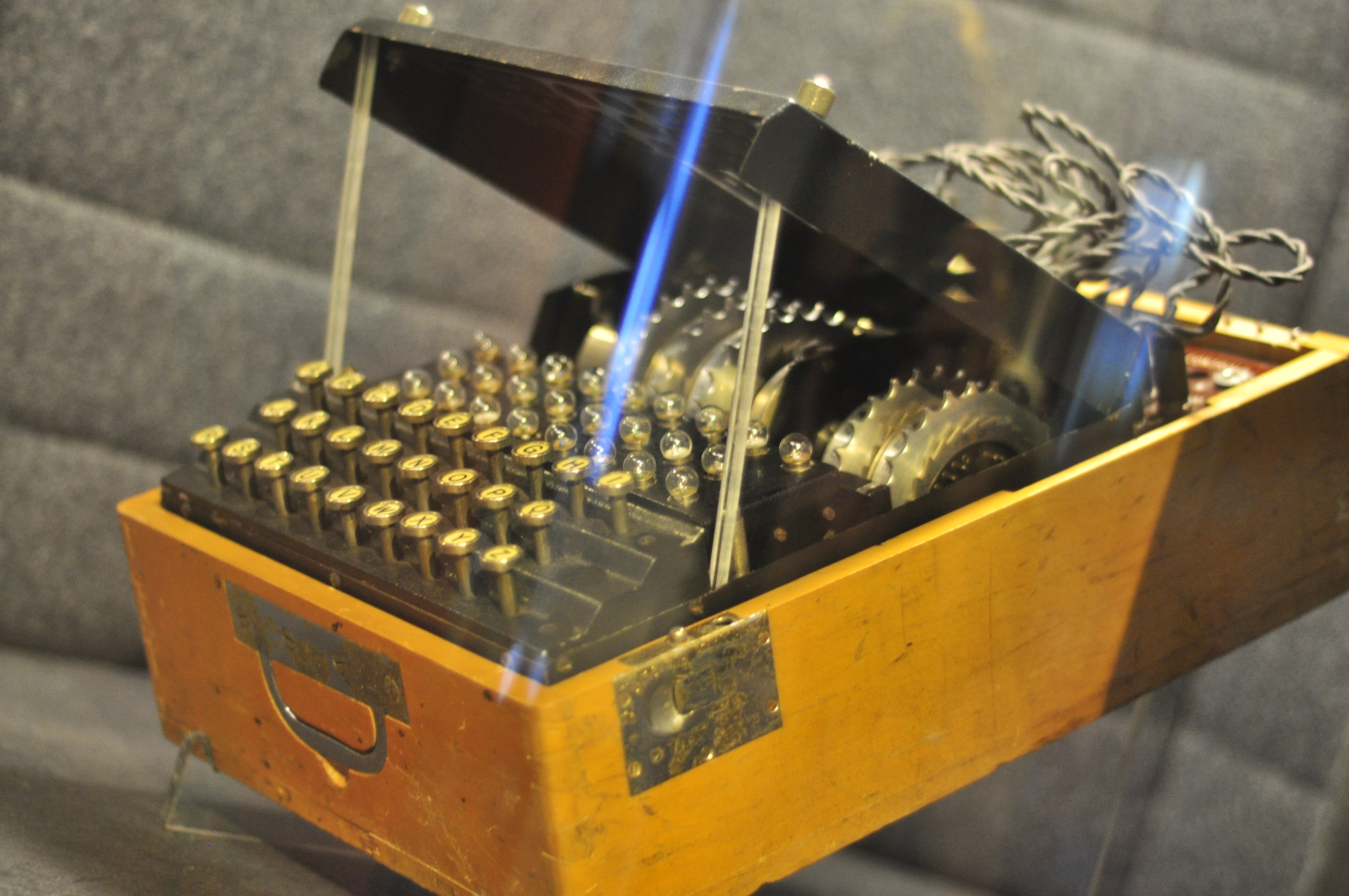
Der polnische Enigma-Nachbau im Piłsudski-Institut in London

Die geschichtlich extrem bedeutsamen polnischen Enigma-Nachbauten sind Replikate der deutschen Enigma-C aus den 1930er-Jahren. Bis Mitte 1933 wurden mindestens fünfzehn Stück hergestellt, bis 1939 waren es rund siebzig. Sie dienten als Klone der deutschen Maschine und halfen bei der kryptanalytischen Aufklärung der deutschen Enigma-Schlüsselprozeduren und der Entzifferung von Enigma-Funksprüchen in den Jahren 1933 bis 1939.

## Schweizer

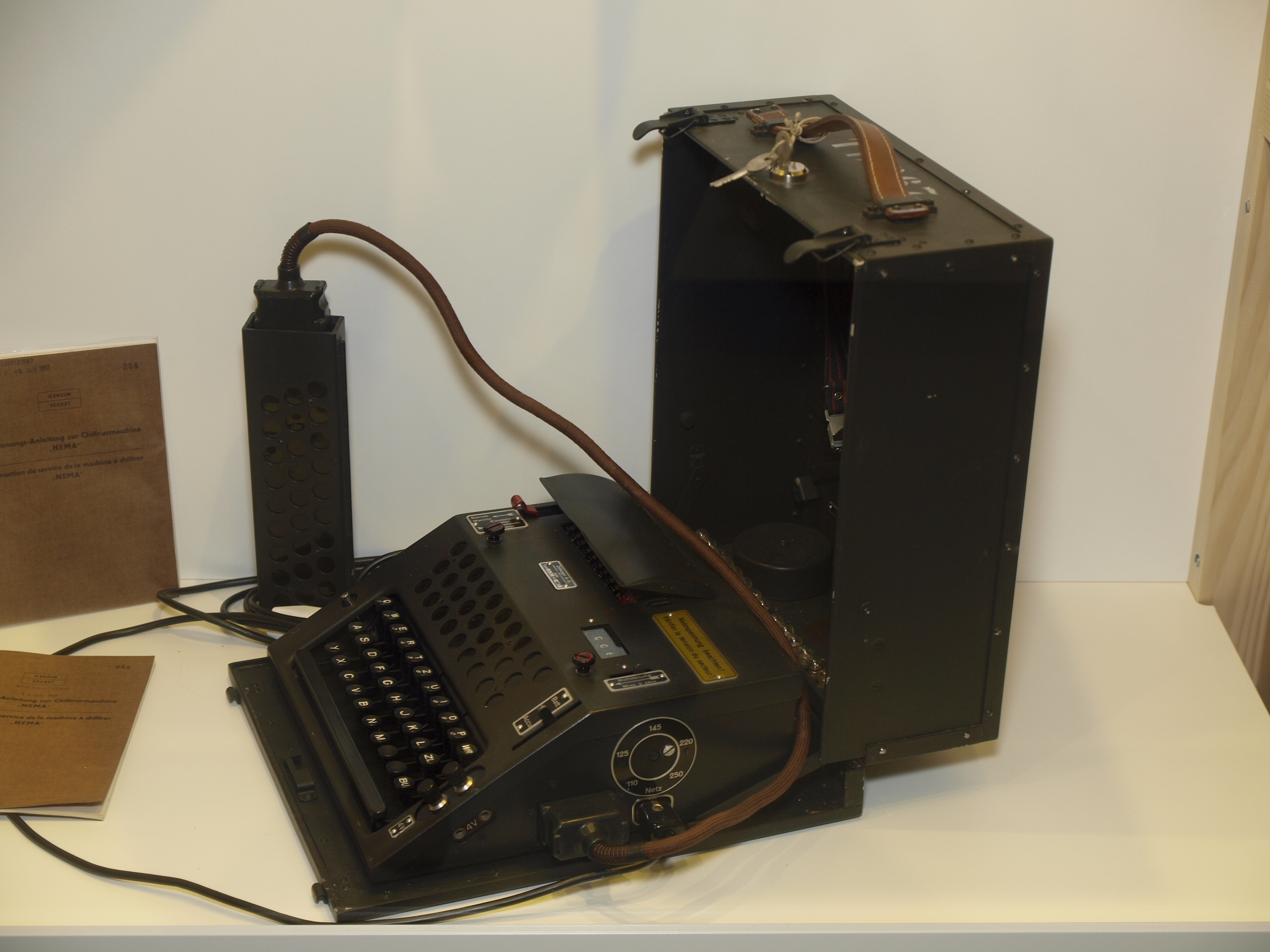
Im Museum Enter in Solothurn ausgestellte Nema-Maschine der Schweizer Armee

Während des Zweiten Weltkriegs wurden in der Schweiz Enigma‑K-Maschinen aus deutscher Produktion verwendet. Ursprünglich waren hierzu im Juli 1938 zunächst zwölf Exemplare der Enigma‑K an die Schweizer Armee geliefert worden, genauer an die Kriegstechnische Abteilung des Eidgenössischen Militärdepartements. Eine zweite Charge von 65 Stück folgte im Juli 1939. Ein drittes Los von weiteren 196 Stück, das ebenfalls bei der Herstellerfirma Heimsoeth & Rinke (H&R) in Berlin bestellt wurde, konnte oder wollte nur zögerlich geliefert werden. Teilmengen wurden zwischen Mai 1940 und Juli 1942 bedient.
Daher entschlossen sich die Schweizer Stellen zu einem Nachbau. Im Jahr 1943 wurde dazu ein Auftrag an die Firma Zellweger in Uster vergeben. Genau genommen wurde es kein einfacher Nachbau der Enigma, sondern eine erheblich verbesserte Nachfolgerin mit innovativen Konstruktionsmerkmalen, deutlich mehr Walzen als die Enigma, nämlich neun statt nur drei, modifizierter Walzenfortschaltung und natürlich neuer Verdrahtung, von den Schweizern als „Wicklung“ bezeichnet.
Sie erhielt den Namen „Neue Maschine“. Daraus entstand die Kurzbezeichnung Nema (Eigenbezeichnung NEMA). Bereits im selben Jahr konnte Zellweger zwei Prototypen liefern, die im Jahr 1944 in Übungen ausgiebig getestet wurden. Im Frühjahr 1945 wurde eine weiter verbesserte Version als truppentauglich erklärt. Zellweger erhielt den Auftrag 640 Maschinen an die Schweizer Armee zu liefern. Die Geräte erhielten die Bezeichnung „NEMA Modell 45“. Sie wurden 1947 ausgeliefert. Wie sich später herausstellte, hatte die große Walzenanzahl einen praktischen Nachteil, nämlich, dass die Tasten erheblich schwergängiger waren und mehr Fingerdruck benötigten als bei der Enigma. Als Spitznamen erhielt die Nema den Namen „Fingerbrecher“.